# Donje Rataje
Donje Rataje (en serbio cirílico : Доње Ратаје) es un pueblo de Serbia, situado en el municipio de Aleksandrovac, en el distrito de Rasina. En el censo de 2011 contaba con 819 habitantes.

## Demografía
| 1948 | 1953 | 1961 | 1971 | 1981 | 1991 | 2002 | 2011 |
| ---- | ---- | ---- | ---- | ---- | ---- | ---- | ---- |
| 1146 | 1203 | 1158 | 1098 | 1045 | 1010 | 930  | 819  |